# Santa Terezinha de Itaipu
Santa Terezinha de Itaipu is een gemeente in de Braziliaanse deelstaat Paraná. De gemeente telt 20.539 inwoners (schatting 2009).